# Advanced Photo System

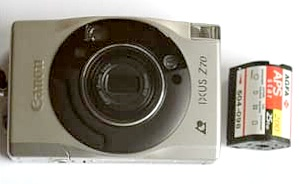
Càmera i cartutx de pel·lícula APS.

L'Advanced Photo System (en acrònim: APS) va ser l'últim intent de modernització de la fotografia química abans de l'evolució cap a la fotografia digital. Desenvolupat per Kodak, la tecnologia híbrida de l'APS va ser presentada oficialment per Kodak, Fujifilm, Canon, Minolta i Nikon el 1996. Kodak va deixar de fabricar aquestes càmeres el 2004, i el format va caure en desús.

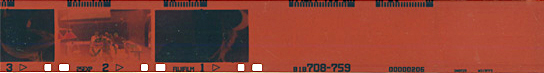
Un fragment de pel·lícula APS.

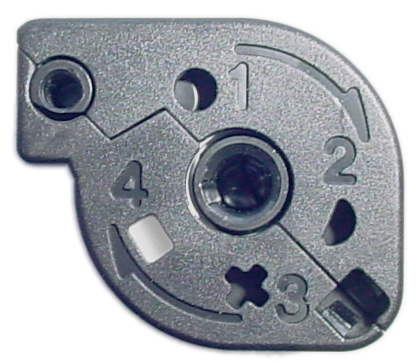
Indicadors de l'estat del rodet APS: 1. Sense exposar, 2. Parcialment exposat, 3. Exposat i 4. Processat.

L'amplada de la pel·lícula era de 24 mm en 3 formats possibles:
- H per "High definition" [alta definició] (30.2 x 16/07 mm; ràtio: 16:9, mida típica d'impressió 4x7 ")
- C per "Classic" (25.1 x 16/7 mm; ràtio: 3:2, mida típic d'impressió 4x6 ")
- P per "Panoramic" (30.2 x 9.5 mm; ràtio: 3:1, mida típic d'impressió 4x12 ")

## Les càmeres
El format APS possibilitava el disseny de càmeres compactes especialment petites i lleugeres que podien intercanviar rodets en les càmeres sense que estiguessin encara acabats.